# Монік Анґермюллер
Монік Анґермюллер (нім. Monique Angermüller; нар. 27 січня 1984, Берлін) — німецька ковзанярка, яка виступає в ковзанярському спорті на професійному рівні з 2000 року. Є дебютанткою національної команди як учасниця зимових Олімпійських ігор. На світових форумах ковзанярів почали приходити успіхи з 2008—2009 років, до тих пір спортсменка доволі успішно виступала в різних юніорських турнірах-форумах.

## Найкращі особисті результати
Станом на 21 листопада за Монік Анґермюллер спостерігалися такі найкращі результати (за дисциплінами):
| Дистанція | Особистий час | Дата           | Місце події         |
| --------- | ------------- | -------------- | ------------------- |
| 500 м     | 38,22         | 4 грудня 2009  | Калгарі, Канада     |
| 1000 м    | 1:14,21       | 13 грудня 2009 | Солт Лейк Сіті, США |
| 1.500 м   | 1:54,51       | 13 грудня 2009 | Солт Лейк Сіті, США |
| 3.000 м   | 4.25,39       | 3 березня 2002 | Коллальбо, Італія   |
| 5.000 м   |               |                |                     |

## Медальні досягнення за дисциплінами
Станом на 21 листопада Монік Анґермюллер здобувала трофеї на різних дистанціях (за дисциплінами):
| Досягнення        | 500 м | 1000 м | 1500 м | 3000 м | 5000 м | Командні |
| ----------------- | ----- | ------ | ------ | ------ | ------ | -------- |
| 1. «золото»       |       |        |        |        |        |          |
| 2. «срібло»       |       |        |        |        |        |          |
| 3. «бронза»       |       | 1      |        |        |        | 1        |
| «10-ка найкращих» | 7     | 14     | 1      |        |        | 1        |